# Бубакар Куяте
Бубакар Куяте (фр. Boubakar Kouyaté, нар. 15 квітня 1997, Бамако) — малійський футболіст, захисник французького клубу «Монпельє» і національної збірної Малі.

## Клубна кар'єра
У дорослому футболі дебютував 2015 року виступами у Марокко за команду «Кавкаб», в якій провів один сезон, взявши участь у 25 матчах чемпіонату.  Більшість часу, проведеного у складі «Кавкаба», був основним гравцем захисту команди.
У серпні 2016 року контракт з африканцем уклав португальський «Спортінг» (Лісабон), у структурі якого він два з половиною сезони провів у другій команді.
На початку 2019 року перейшов до французького друголігового «Труа», з яким підписав контракт на три з половиною роки.
Непогано проявивши себе на рівні французького другого дивізіону, 25 серпня 2020 року приєднався до представника Ліги 1, клубу «Мец».
У січні 2023 року за 6 млн. євро перейшов до «Монпельє».

## Виступи за збірну
2019 року дебютував в офіційних матчах у складі національної збірної Малі.
Того ж року був учасником Кубка африканських націй в Єгипті, де виходив на поле в одній грі групового етапу.
| Дата       | Місто         | Господарі       | Результат               | Гості                | Турнір                                     | Голи | Примітки   |
| ---------- | ------------- | --------------- | ----------------------- | -------------------- | ------------------------------------------ | ---- | ---------- |
| 26-3-2019  | Дакар         | Сенегал         | 2 – 1                   | Малі                 | товариський матч                           | -    |            |
| 14-6-2019  | Ель-Вакра     | Камерун         | 1 – 1                   | Малі                 | товариський матч                           | -    |            |
| 2-7-2019   | Ісмаїлія      | Ангола          | 0 – 1                   | Малі                 | Кубок африканських націй 2019 - 1-й етап   | -    |            |
| 13-10-2019 | Порт-Елізабет | ПАР             | 2 – 1                   | Малі                 | товариський матч                           | -    |            |
| 14-11-2019 | Бамако        | Малі            | 2 – 2                   | Гвінея               | Відбір до Кубка африканських націй 2021    | -    |            |
| 13-11-2020 | Бамако        | Малі            | 1 – 0                   | Намібія              | Відбір до Кубка африканських націй 2021    | -    |            |
| 17-11-2020 | Віндгук       | Намібія         | 1 – 2                   | Малі                 | Відбір до Кубка африканських націй 2021    | -    |            |
| 6-6-2021   | Бліда         | Алжир           | 1 – 0                   | Малі                 | товариський матч                           | -    |            |
| 15-6-2021  | Радес         | Туніс           | 1 – 0                   | Малі                 | товариський матч                           | -    | 32', 90+3' |
| 1-9-2021   | Агадір        | Малі            | 1 – 0                   | Руанда               | Відбір до ЧС 2022                          | -    |            |
| 6-9-2021   | Кампала       | Уганда          | 0 – 0                   | Малі                 | Відбір до ЧС 2022                          | -    |            |
| 7-10-2021  | Агадір        | Малі            | 5 – 0                   | Кенія                | Відбір до ЧС 2022                          | -    | 16'        |
| 11-11-2021 | Кігалі        | Руанда          | 0 – 3                   | Малі                 | Відбір до ЧС 2022                          | -    |            |
| 12-1-2022  | Лімбе         | Туніс           | 0 – 1                   | Малі                 | Кубок африканських націй 2021 - 1-й етап   | -    |            |
| 16-1-2022  | Лімбе         | Гамбія          | 1 – 1                   | Малі                 | Кубок африканських націй 2021 - 1-й етап   | -    |            |
| 20-1-2022  | Дуала         | Малі            | 2 – 0                   | Мавританія           | Кубок африканських націй 2021 - 1-й етап   | -    |            |
| 26-1-2022  | Лімбе         | Малі            | 0 – 0 д.ч. (5 — 6 п.п.) | Екваторіальна Гвінея | Кубок африканських націй 2021 - 1/8 фіналу | -    |            |
| 25-3-2022  | Бамако        | Малі            | 0 – 1                   | Туніс                | Відбір до ЧС 2022                          | -    | 90+2'      |
| 29-3-2022  | Радес         | Туніс           | 0 – 0                   | Малі                 | Відбір до ЧС 2022                          | -    | 55'        |
| 4-6-2022   | Бамако        | Малі            | 4 – 0                   | Республіка Конго     | Відбір до Кубка африканських націй 2023    | -    | 45+1'      |
| 9-6-2022   | Кампала       | Південний Судан | 1 – 3                   | Малі                 | Відбір до Кубка африканських націй 2023    | -    |            |
| 23-9-2022  | Бамако        | Малі            | 1 – 0                   | Замбія               | товариський матч                           | -    |            |
| 16-11-2022 | Бір-ель-Джір  | Алжир           | 1 – 1                   | Малі                 | товариський матч                           | -    |            |
| Усього     |               | Матчів          | 23                      |                      | Голів                                      | 0    |            |